# مارك ريدلي
مارك ريدلي (بالإنجليزية: Mark Ridley)‏ هو عالم حيوانات وأستاذ جامعي بريطاني، ولد في 8 سبتمبر 1956 في إنجلترا في المملكة المتحدة.